# Rasdaman
Rasdaman (Eigenschreibweise rasdaman als Akronym für raster data manager) ist ein Datenmanagementsystem für Array- bzw. Rasterdaten. Rasdaman ermöglicht die Speicherung beliebig dimensionaler Arrays, welche unter anderem bei Bilddaten und Sensordaten verbreitet sind.
Peter Baumann entwickelte am Fraunhofer-Institut für Graphische Datenverarbeitung theoretische Grundlagen für Array-Datenbankmanagementsysteme. An der TU München wurde im von der EU geförderten Projekt RasDaMan zwischen 1995 und 1998 ein erster Prototyp für ein Array-Datenbankmanagementsystem entwickelt. Später kam eine Unterstützung relationaler Daten hinzu. Die rasdaman GmbH entstand als Ableger und bietet kommerziellen Support an. Die Forschung wird an der Jacobs University Bremen weitergeführt. Die kommerzielle Version mit zusätzlicher Performance wird proprietär angeboten, während die wissenschaftliche Version mit GPL-Server und LGPL für alle clientseitigen Teile vertrieben wird.
Die Datenspeicherung erfolgt über einen Object Identifier, welcher zusammen mit dem Array gespeichert wird. Abfragen können über die deklarative Abfragesprache rasql ausgeführt werden, welche verbreitete Funktionen aus SQL um array-spezifische erweitert. Physisch werden Objekte in Kacheln auf der Festplatte abgelegt. Kacheln und ihre Indizes werden als Binary Large Object aus relationalen Datenbanken gespeichert. Für Arrays größer als die Festplatte gibt es ein hierarchisches Speichersystem.

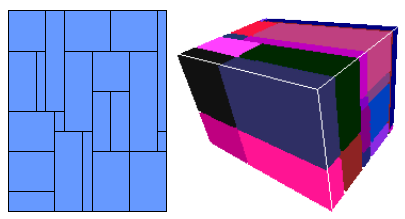
Beispielhafte Datenspeicherung

Es können csv-Dateien, Portable Network Graphics und NetCDF eingelesen werden. Mit einem Java-Servlet bietet Rasdaman Zugang zu den Webschnittstellen für Geodaten des Open Geospatial Consortiums: Web Map Service, Web Coverage Service, Web Coverage Processing Service und Web Processing Service, wobei Rasdaman für WCS und WCPS die Referenzimplementierung darstellt. Rasdaman bietet Einbindungen für die statistische Programmiersprache R (Programmiersprache), die JavaScript-Bibliotheken OpenLayers und Leaflet, die Geospatial Data Abstraction Library sowie die Geoinformationssysteme beziehungsweise Geo-Software NASA World Wind (Satellitenbilder), MapServer, QGIS und ArcGIS von ESRI.